# Le Livre de Poche
Le Livre de Poche is een Franse literaire collectie, uitgegeven door de Librairie Générale Française, sinds 1954 een onderdeel van Hachette. De collectie ontstond op 9 februari 1953, onder impuls van Henri Filipacchi. Boeken in de reeks verschijnen in pocketformaat. 
De reeks werd succesvol door zijn erg democratische prijzen. De pocketboeken kostten bij het ontstaan van de collectie twee Franse frank, nauwelijks meer dan de prijs van een dagblad en goedkoper dan een tijdschrift.
De eerste publicatie waren:
- n°1 : Kœnigsmark van Pierre Benoit
- n°2 : Les Clés du royaume van A.J. Cronin
- n°3 : Vol de nuit van Antoine de Saint-Exupéry
- n°4 : Ambre van Kathleen Winsor
- n°5 : La Nymphe au coeur fidèle van Margaret Kennedy
- n°6 : La Symphonie pastorale van André Gide
- n°7 : La bête humaine van Émile Zola

In het begin verscheen om de twee weken een nieuw boek. In 1955 verschenen reeds acht boeken per maand, halverwege de jaren 60 al 12 per maand. Ondertussen verschenen al een 14.000-tal boeken in de collectie. In de eerste 2000 nummers verschenen de meeste Franse klassieke werken.